# ان‌جی‌سی ۷۰۶۴
ان‌جی‌سی ۷۰۶۴ (انگلیسی: NGC 7064) یک کهکشان مارپیچی میله‌ای لبه‌ای است که در فاصله ۳۵ میلیون سال نوری از زمین در صورت فلکی هندی واقع شده است. قطر کهکشان ۵۱۰۰۰ سال نوری تخمین زده شده است. کهکشان NGC 7064 توسط اخترشناس جان هرشل در ۸ ژوئیه ۱۸۳۴ کشف شد.